# Benvenuto Gioda
Benvenuto Gioda (Torino, 16 febbraio 1886 – Bolzano, 25 febbraio 1943) è stato un generale italiano veterano della guerra italo-turca, della prima guerra mondiale e della guerra d'Etiopia, che nel corso della seconda guerra mondiale ricoprì l'incarico di comandante della 4ª Divisione fanteria "Livorno", e del X Corpo d'armata nell'offensiva finale dell'Asse, che portò gli italiani ad El Alamein (Egitto) nell'estate 1942. Rientrato in Patria per contrasti con il generale Erwin Rommel assunse il comando del XIX Corpo d'armata di stanza a Bolzano. Fu insignito della Croce di Cavaliere dell'Ordine militare di Savoia, di due Medaglie d'argento e una di bronzo al valor militare.

## Biografia
Nacque a Torino il 16 febbraio 1886, figlio di Carlo e Carolina Sanchioli. Arruolatosi nel Regio Esercito, il 3 novembre 1904 entrò come allievo ufficiale nella Regia Accademia Militare di Modena, uscendone con il grado di sottotenente assegnato all'arma di fanteria, corpo degli alpini, il 14 settembre 1906.
Con i gradi di tenente e poi di capitano prese parte alla guerra italo-turca in Libia, in forza al 3º Reggimento alpini, venendo decorato con una Medaglia d'argento e una di bronzo al valor militare, e successivamente alla Grande Guerra in forza al 5º Reggimento alpini.
Durante il primo conflitto mondiale fu promosso maggiore e poi tenente colonnello e, dal novembre 1919, venne destinato allo Stato maggiore.
Dal 10 marzo 1922, e sino al settembre 1923, ricoprì il ruolo di insegnante presso la Scuola Militare di Modena. Dal 21 ottobre 1923 andò in forza è effettivo al 4º Reggimento alpini.
Promosso colonnello, con anzianità dal 5 ottobre 1928, fu comandante dapprima del 24º Reggimento fanteria "Como" (1930) poi dell'8º Reggimento alpini.
Dal 4 gennaio 1934 è collocato a disposizione del Corpo d'Armata di Bologna.
Dal 1º maggio 1934 al 1º agosto 1935 fu comandante in seconda della Scuola di Applicazione di fanteria a Parma ed, al termine di questa esperienza, assume l'incarico di vice comandante della 5ª Divisione CC.NN. "1 febbraio", con la quale parte il 3 novembre 1935 per l'Eritrea, partecipando a tutto il ciclo operativo del conflitto con l'Etiopia. Fu decorato con una seconda Medaglia d'argento al valor militare e la Croce di Cavaliere dell'Ordine militare di Savoia.
Generale di brigata per meriti eccezionali dal 1º gennaio 1937, nel luglio seguente rientra in Italia, divenendo comandante della Regia Accademia Militare di Modena dal 23 settembre 1937 al 15 dicembre 1939.  Fu elevato al rango di generale di divisione il 30 giugno 1939.
Dal 1º gennaio 1940 assumerà il comando della 4ª Divisione fanteria "Livorno", che dopo l'entrata in guerra del Regno d'Italia, avvenuta il 10 giugno dello stesso anno, operò sul fronte fronte alpino occidentale contro le truppe francesi.
Dal 1º novembre 1941, lasciato il comando della Divisione "Livorno" al generale Domenico Chirieleison, è assegnato al Comando Superiore FF.AA. A.S. ed il 12 dicembre assunse ufficialmente il Comando del X Corpo d'armata, incarico che lasciò il 16 agosto 1942, dopo brillanti successi e alcune divergenze con il generale tedesco Erwin Rommel, al generale Federico Ferrari-Orsi per essere destinato prima al DeleASe, per incarichi speciali, e poi, dal 5 settembre 1942, al rimpatrio definitivo.
In questa data è destinato al comando del neocostituito XIX Corpo d'armata di stanza a Bolzano, divenendone comandante il 29 ottobre seguente con la promozione a generale di corpo d'armata.
Muore per cause naturali, improvvisamente, nell'esercizio del suo comando, il 25 febbraio 1943 a Bolzano, all'età di 57 anni.

## Pubblicazioni
- La guerra mondiale (1914-1918). Le grandi operazioni per terra e per mare, Società tipografica modenese, Modena, 1926.

### Fonti
1. 1 2 3  Generals.
2. 1 2 3 4  Ford 2011, p. 18.
3. ↑  Pettibone 2010, p. 25.
4. ↑  Pettibone 2010, p. 83.
5. ↑  Pettibone 2010, p. 86.
6. ↑  Sito web del Quirinale: dettaglio decorato.
7. ↑  Registrato alla Corte dei conti lì 8 febbraio 1938, registro 23 Africa Italiana, foglio 22.